# Material Design
Material Design (Codename: Quantum Paper) ist eine vom Unternehmen Google LLC entwickelte Designsprache und wurde zuerst bei Google Now verwendet. Das Design basiert auf materialartigen, kartenähnlichen Flächen und dem Gestaltungsstil Flat Design, welcher für seinen Minimalismus bekannt ist, verwendet aber dennoch viele Animationen und Schatten, um Objekte als "Materialien" mit einem den physikalischen Gesetzen entsprechenden Verhalten (z. B. einen leichten Tiefeneffekt) darzustellen und den Nutzer sofort erkennen zu lassen, welche Bereiche wichtige Informationen enthalten bzw. interaktiv sind und was diese Interaktion bewirken wird.
Die neueste Version von Material Design (Material You) ist die Standard-Designsprache für die eigenen Betriebssysteme Android und ChromeOS. Auch Googles eigene Apps, Dienste und Webseiten werden nach und nach mit Material You ausgestattet (Plattformunabhängig). Darüber hinaus bietet Google auch anderen Entwicklern APIs für die Implementierung der Designrichtlinien an, um ein einheitliches Aussehen auch außerhalb Googles eigenen Diensten zu gewährleisten (Third Party Provider).

## Versionen

### Material Design
Die initiale Version von Material Design wurde am 25. Juni 2014 auf der Google I/O angekündigt und ab 2015 übernahmen die meisten Google-eigenen Apps die Designsprache.

### Material Design 2 (Google Material Theme)
2018 überarbeitete Google die Designsprache und begann damit, die meisten seiner Apps in einer angepassten und adaptierten Version von Material Design umzugestalten, die Google Material Theme genannt wird, auch „Material Design 2“ genannt, das stark auf Weißraum, abgerundete Ecken, bunte Icons und untere Navigationsleisten setzt und eine spezielle, größenoptimierte Version der Google-eigenen Schriftart Product Sans namens „Google Sans“ verwendet.

### Material Design 3 (Material You)

Material Design 3 (Material You)

Auf der Google I/O im Mai 2021 kündigte Google ein neues Konzept für Android 12 namens „Material You“ (auch bekannt als „Material Design 3“) an, wobei mehr Animationen, größere Schaltflächen und die Möglichkeit, benutzerdefinierte UI-Themen aus dem Hintergrundbild des Benutzers zu generieren, hervorgehoben werden. Material You wurde in den folgenden Monaten schrittweise auf verschiedene Google-Apps ausgerollt und bildete einen Schwerpunkt auf der damals neu erscheinenden Pixel 6- und Pixel 6 Pro-Smartphone-Serie.
Am 27. Oktober 2021 wurden die Guidelines für Material You veröffentlicht.

### Material 3 Expressive
Auf der im Mai 2025 stattgefundenen Android Show: I/O Edition kündigte Google „Material 3 Expressive“ für Android 16 und Wear OS 6 an. Diese Version des Material Designs ähnelt seinem Vorgänger, verfügt jedoch über mehr Animationen, wirkt bunter und moderner und soll insgesamt die Bedienung erleichtern. Außerdem sollen „Live-Updates“ eingeführt werden. Diese zeigen den aktuellen Status laufender Prozesse, wie etwa Navigation oder Essenslieferungen, in Echtzeit auf dem Sperrbildschirm oder in der Benachrichtigungsleiste an.
Laut Google soll Material 3 Expressive im späteren Verlauf dieses Jahres zuerst auf den eigenen Pixel-Geräten verfügbar sein. Daher wird es voraussichtlich nicht zum Release von Android 16 verfügbar sein.